# Wochenendzauber
Pour plus de détails, voir Fiche technique et Distribution.
Wochenendzauber (en français, La Folle Semaine) est un film allemand réalisé par Rudolf Walther-Fein (de) sorti en 1927.

## Synopsis
Heinz Sattorius mène un mode de vie extraordinairement paresseuse avec la fréquentation de bars, des beuveries et beaucoup de femmes. Son oncle de bonne humeur, riche et indulgent, l'ancien capitaine Jonathan Frensen, a rendu ce style de vie possible pour le neveu. Étant donné que l'argent de Heinz est très facile, il a beaucoup d'amis qui le prennent à leur guise. Un jour, c'en est trop pour l'oncle Jonathan et il décide d'éteindre Heinz du jour au lendemain. Aussitôt les amis de Heinz disparaissent et le jeune homme doit maintenant réfléchir à la façon dont il gagne de l'argent. Mais il ne réussit pas particulièrement comme danseur ou comme serveur. Il est désespéré.
Heinz rencontre la famille Lehmann qui passe un week-end à Berlin-Wannsee. Tout le monde s'entend bien et les Lehmann invitent Heinz chez eux. Heinz aime particulièrement la fille de la maison, Fritzi Lehmann. Après tout, Heinz a aussi de la chance à d'autres égards. Dans sa valise, il y a une épingle à cravate qu'il pensait perdue et qui est évidemment très précieuse. Il vend l'objet précieux et reçoit plusieurs milliers de marks, avec lesquels Heinz achète une modeste maison de campagne avec une ferme avicole attenante. Heinz veut la développer avec Fritzi et son frère Wilhelm. L'oncle Jonathan se rend compte qu'il a tout fait correctement, car maintenant Heinz est enfin debout, peut se nourrir et a même trouvé une épouse décente chez Fritzi.

## Fiche technique
- Titre : Wochenendzauber
- Réalisation : Rudolf Walther-Fein (de)
- Scénario : Franz Rauch
- Musique : Felix Bartsch
- Direction artistique : Botho Höfer (de), Hans Minzloff (de)
- Photographie : Guido Seeber, Edoardo Lamberti (de)
- Production : Gabriel Levy (de)
- Société de production : Aafa-Film AG (de)
- Société de distribution : Aafa-Film AG
- Pays de production : Allemagne  République de Weimar
- Langue : allemand
- Format : Noir et blanc - 1,20:1 - 35 mm
- Genre : Drame
- Durée : 101 minutes
- Dates de sortie :
  - Allemagne  République de Weimar : 9 novembre 1927.
  - Slovénie : 1er janvier 1928.

## Distribution
- Harry Liedtke : Heinz Sattorius
- Gustav Rickelt (de) : Capitaine Jonathan Frensen, son oncle
- Margarete Kupfer : La veuve Lehmann
- Maria Paudler : Fritzi, sa fille
- Fritz Kampers : Wilhelm, son fils
- Lissy Arna : Marcella Ferrari
- Erich Kaiser-Titz : Mahlau, Justizrat
- Iwa Wanja (de) : Annie Frenzel
- Carl Geppert : Hinnings, le majordome de Jonathan
- Olaf Storm : un jeune artiste
- Frida Richard : Une blanchisseuse
- Sophie Pagay : La propriétaire de la chambre
- Hermann Picha : Le directeur des bains
- Heinrich Gotho : Le marchand de glace
- Alfred Loretto : Le marchand de saucisses

## Production
Wochenendzauber est tourné à Berlin-Staaken du 15 septembre 1927 à octobre 1927.

## Source de traduction
- (de) Cet article est partiellement ou en totalité issu de l’article de Wikipédia en allemand intitulé « Wochenendzauber » (voir la liste des auteurs).